# Kryokinesi
Kryokinesi (av gr. kryo, "is", och kinesis, "rörelse"), ett förmodat parapsykologiskt fenomen som innebär att med blotta viljan få något att frysa till is. Det är nästan samma sak som pyrokinesi fast man kontrollerar is och inte eld. Isen kan då manipuleras till önskvärd form.
Kryokinesi förekommer i seriernas värld, till exempel X-menfiguren Iceman behärskar det.